# Campsis radicans
Campsis radicans (L.) Seem., 1867 è una specie di pianta appartenente alla famiglia Bignoniaceae, originaria del Nord America.

## Descrizione
Si tratta di una rustica pianta rampicante da esterno, ottima per la copertura decorativa di muri e recinzioni.
Possiede delle radici aeree che le consentono di arrampicarsi ancorandosi con forza.

### Foglie
Le foglie si sviluppano a gruppi composti da circa 7-11 foglie. Il margine della foglia è lievemente seghettato.

### Fiori
Le infiorescenze presentano colorazioni sui toni del rosso e dell'arancione. Fiorisce durante il periodo estivo.